# Micronesia ai Giochi olimpici
Gli Stati Federati di Micronesia hanno partecipato per la prima volta ai Giochi olimpici estivi in occasione dell'edizione di Sydney 2000. Non hanno conquistato alcuna medaglia, né hanno mai partecipato ai Giochi olimpici invernali.

## Medaglie ai Giochi estivi
| Giochi              | Oro | Argento | Bronzo | Totale |
| ------------------- | --- | ------- | ------ | ------ |
| Atlanta 1996        | 0   | 0       | 0      | 0      |
| Sydney 2000         | 0   | 0       | 0      | 0      |
| Atene 2004          | 0   | 0       | 0      | 0      |
| Pechino 2008        | 0   | 0       | 0      | 0      |
| Londra 2012         | 0   | 0       | 0      | 0      |
| Rio de Janeiro 2016 | 0   | 0       | 0      | 0      |
| Tokyo 2020          | 0   | 0       | 0      | 0      |
| Parigi 2024         | 0   | 0       | 0      | 0      |
| Totale              | 0   | 0       | 0      | 0      |